# Комар Антон Пантелеймонович
Анто́н Пантелеймо́нович Кома́р (30 січня 1904, Березна, Київська губернія, Російська імперія — 14 березня 1985) — радянський український фізик, професор, академік АН УРСР (1948).

## Біографія
Закінчив Київський політехнічний інститут (1930).
Працював у Ленінградському фізико-технічному інституті (1930—1936), Інституті фізики металів у Свердловську (1936—1947), одночасно завідував створеною ним кафедрою рентгеноструктурного аналізу в Уральському університеті (1937—1947). Директор Ленінградського фізико-технічного інституту (1950—1957), завідувач кафедри Ленінградського політехнічного інституту (1951—1969).
У довоєнний період в Уральському університеті під керівництвом Антона Комара створена кафедра рентгеноструктурного аналізу, рентгенівська лабораторія.
Основні роботи Антона Комара присвячені ядерній фізиці, методиці і техніці ядерних експериментів, фізичній електроніці, фізиці і техніці прискорювачів, фізиці металів і феритів.
Антон Комар здійснив у 1946 році запуск першого в СРСР бетатрона. Його роботи з фотоядерних реакцій (1950—1960) стали внеском у розуміння механізму взаємодії гамма-квантів з ядрами.

## Нагороди
Лауреат Сталінської премії (1951 рік).